# Ei-Kyū

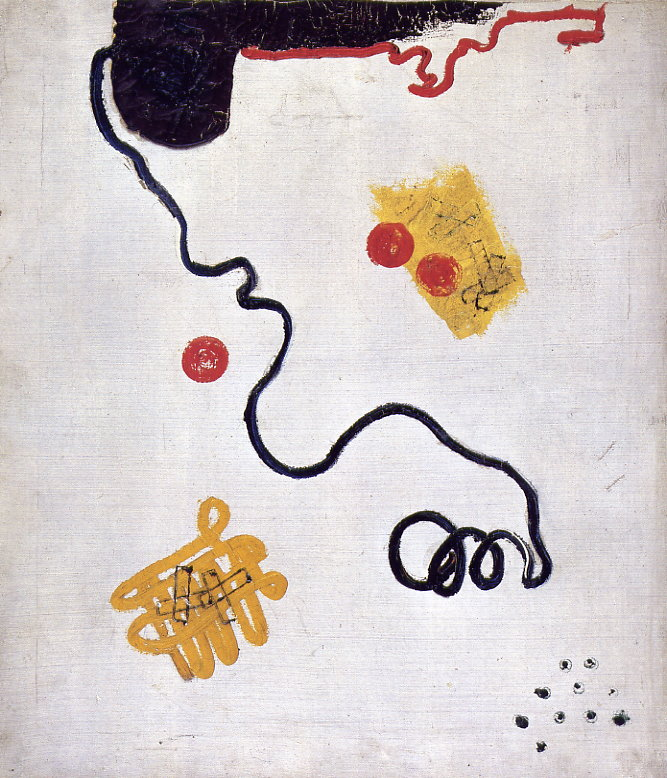
Spuren der Streichhölzer, 1936

Ei-Kyū (japanisch 瑛九, signierte auch Q Ei, wirklicher Name Sugita Hideo (杉田 秀夫); geb. 28. April 1911 in Miyazaki; gest. 10. März 1960 in Tokio) war ein japanischer Maler, Grafiker und Fotograf während der Shōwa-Zeit.

## Leben und Werk
Ei-Kyū begann 1925 ein Studium der westlichen Malerei an der Nihon Bijutsu Gakkō (日本美術学校). In den folgenden Jahren pendelte er zwischen Miyazaki und Tōkyo, arbeitete dabei aktiv als Kritiker für Zeitschriften wie „Atelier“ oder „Mizue“.
Ab 1930 besuchte Ei-Kyū die Oriental Fotoschule. 1936 wurde er Mitglied der Gruppe „Westliche Malerei des neuen Zeitalters“ (新時代洋画展, Shinjidai yōgaten). Im selben Jahr entstanden die Fotogramme „Gründe des Schlafes“. Er pflegte wechselhafte Beziehung zur „Vereinigung freier Künstler“ (自由美術家協会, Jiyū bijutsuka kyōkai).
1951 beteiligte Ei-Kyū sich an der Gründung der „Vereinigung demokratischer Künstler“ (デモクラート美術家協会, Demokurāto bijutsuka kyōkai). Erste Ausstellung. Das Fotodesign „Träume fotografischer Bilder“ entsteht. In der Zeit begann er, sich auch mit Radierungen zu beschäftigen.
1960 starb Ei-Kyū in Tōkyō.

## Bilder

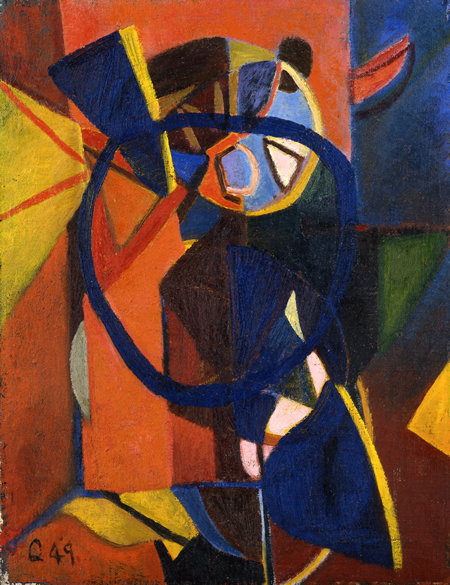
1949
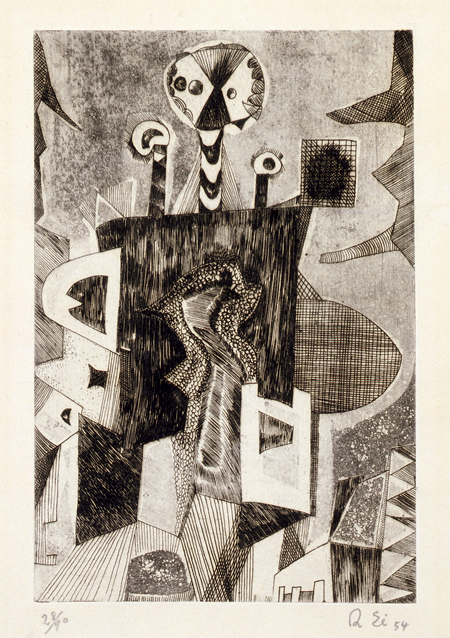
„Camera“, 1954
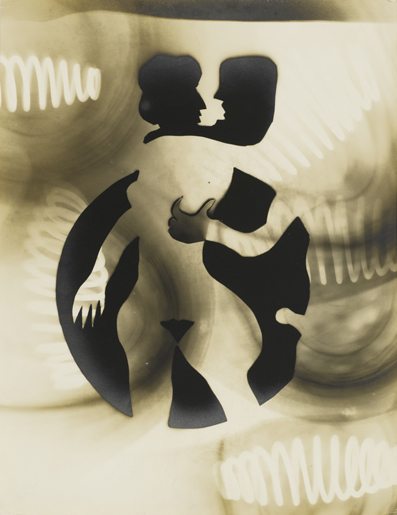
Fotogram „Liebe“
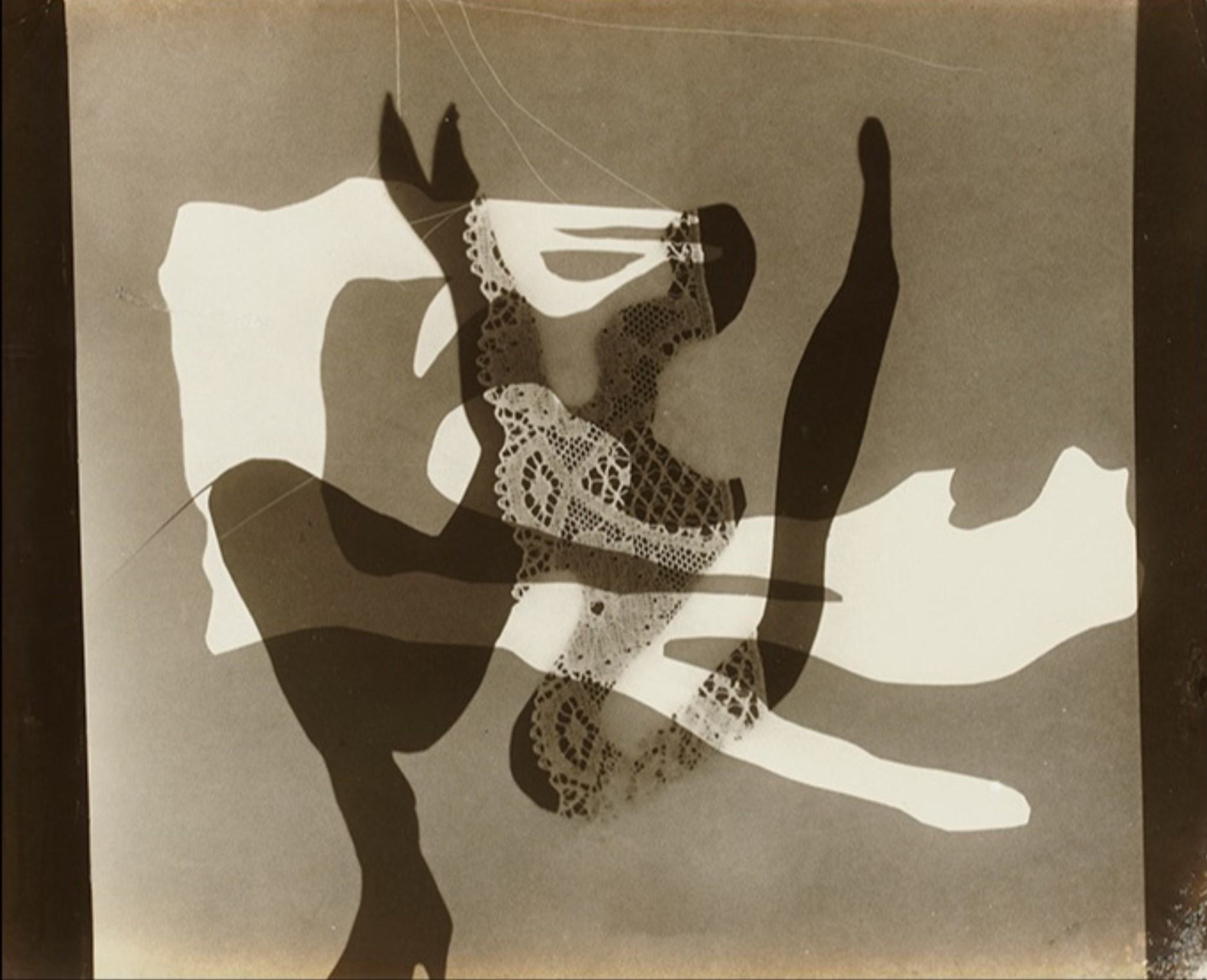
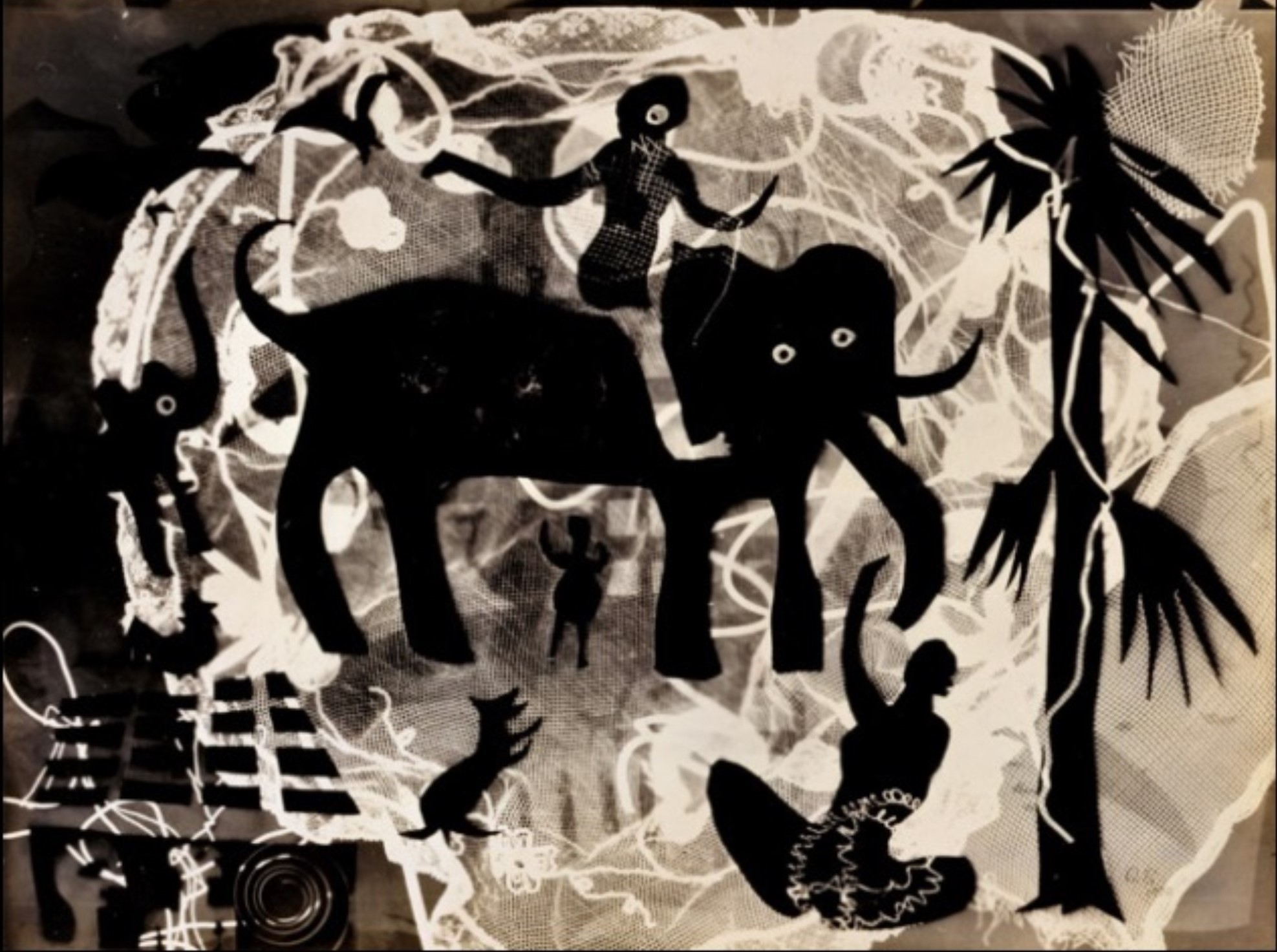
„Zoo“